# كلايتون كيني
كلايتون كيني (21 ديسمبر 1928 – 29 يونيو 2015) هو ملاكم كندي راحل، مثّل بلاده في الألعاب الأولمبية الصيفية 1952.

## روابط خارجية
كلايتون كيني على موقع أوليمبيديا (الإنجليزية)